# Aphelotoma tasmanica
Aphelotoma tasmanica är en insektsart som beskrevs av John Obadiah Westwood 1841. Aphelotoma tasmanica ingår i släktet Aphelotoma och familjen kackerlackesteklar (Ampulicidae).

## Underarter
Arten delas in i följande underarter:
- A. t. tasmanica
- A. t. auriventris